# آپ‌ول
آپ‌ول (به انگلیسی: Upwell) یک محله مدنی و روستا در بریتانیا است که در King's Lynn and West Norfolk واقع شده‌است. آپ‌ول ۲۷٫۶۵ کیلومتر مربع مساحت و ۲٬۷۵۰ نفر جمعیت دارد.